# Sluneční čas

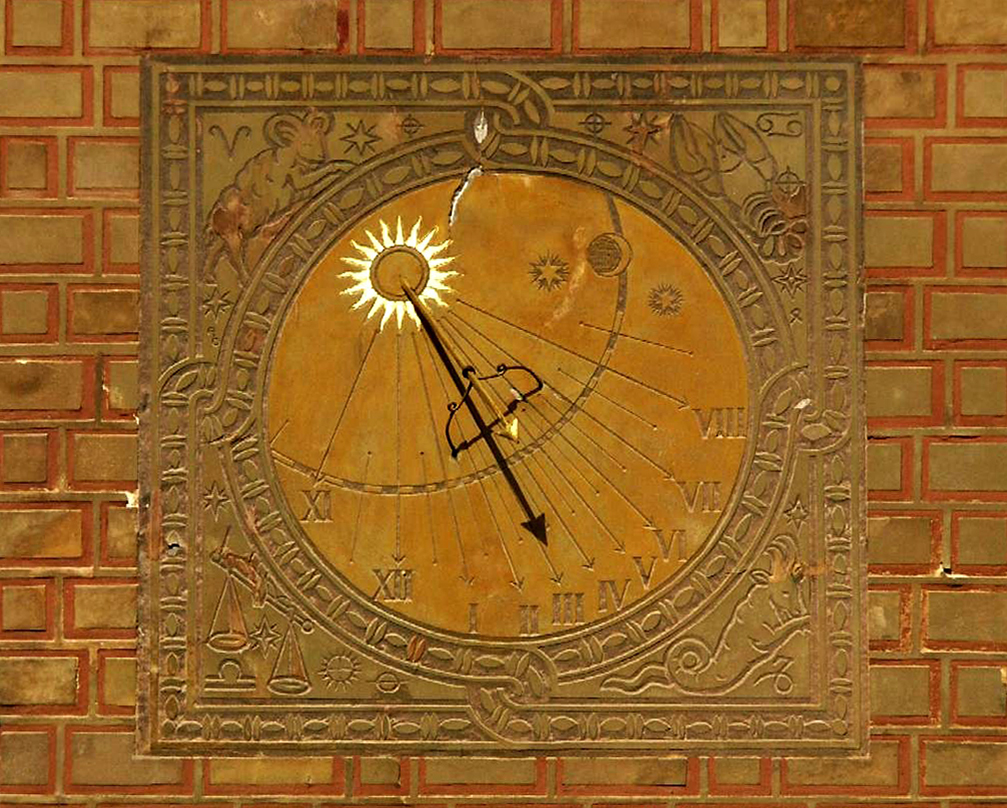
Sluneční čas se měří slunečními hodinami

Sluneční čas je čas určovaný otáčením Země vzhledem ke Slunci. Je dán hodinovým úhlem Slunce a je měřen na sluneční dny a jejich části. Jeden sluneční den je čas, který uplyne za jedno otočení Země vůči Slunci, tj. mezi dvěma průchody Slunce jedním poledníkem. Sluneční čas se plynule mění v závislosti na zeměpisné délce. Z hlediska pozorovatele je čas určován polohou Slunce na obloze a je měřitelný slunečními hodinami. Slunce se po obloze pohybuje o něco pomaleji než hvězdy, proto je jeden den hvězdného času o necelé čtyři minuty kratší než 24 hodin slunečního času.
Až do poloviny 19. století se běžně používal v různých místech místní čas založený na pravém nebo středním slunečním čase v místě, kde byl čas měřen slunečními hodinami. Vynález hodinových strojů si vynutil potřebu nahrazovat nedostatečně rovnoměrný pravý sluneční čas středním slunečním časem. Vzhledem k dobovým možnostem dopravy a komunikace lidé v běžném životě až do 19. století neměli možnost vnímat časový posun mezi různými místy. To se změnilo zejména s nástupem dostatečně přesných přenosných hodinových strojků (hodinek), železniční dopravy a telegrafu, při jejichž používání rozdílnost časů v různých místech začala působit problémy. Ty byly zpočátku řešeny aplikováním stejného místního času pro širší oblast (např. pro celou železniční trať, nebo místní čas hlavního města pro celou zemi). To však stále znamenalo složitý přepočet mezi různými místními časy. Od 80. let 19. století začal být nejprve pro železniční, poštovní a telegrafní služby, později pro obecné občanské užití zaváděn systém koordinovaného světového času, který se hrubě přizpůsobuje lokálnímu slunečnímu času pomocí časových pásem. Jeho základem je místní greenwichský čas, kterým byl definován nultý poledník. Tento čas slouží i jako jednotný světový čas založený na přesně definované délce sekundy. Nevýhodou jednotného světového času je, že nebere ohled na obvyklé časy střídání dne a noci a vhodný čas předělu kalendářních dnů a dat, které jsou pro měření času v běžném lidském životě zásadní. Běžně užívaný pásmový čas tedy vykazuje různě velkou odchylku od místního slunečního času, která se dále mění korekcí letního, vzácněji zimního času.  
Rozdíl mezi slunečními časy dvou poledníků je přímo úměrný jejich úhlové vzdálenost, což lze použít k určení zeměpisné délky. K tomu jsou potřeba přesné hodiny nastavené podle slunečního času nultého poledníku a změření místního slunečního času, které se přesněji provádí sextantem. Tento způsob určování polohy se používá v astronavigaci.
Podobně jako na Zemi lze sluneční čas určovat i pro planety a další tělesa ve sluneční soustavě, která se pohybují po heliocentrické dráze.

## Pravý sluneční čas

Rozdíl mezi délkou hvězdného (1→2) a slunečního (1→3) dne

Pravý sluneční čas je čas určený hodinovým úhlem pravého slunce (středu skutečného slunečního disku viditelného na obloze). Jeden pravý sluneční den je tedy doba, která uplyne mezi dvěma po sobě následujícími kulminacemi pravého slunce. Měření pravého slunečního času lze provádět slunečními hodinami. Přesnost pravého sluneční času stačila běžným potřebám lidstva po dlouhou dobu.
Protože je pohyb pravého slunce nerovnoměrný, neplyne pravý sluneční čas rovnoměrně – délka pravého slunečního dne se během roku mění. Během jednoho dne se Země na své dráze kolem Slunce posune skoro o celý stupeň. Z geocentrického hlediska se pravé slunce posune po ekliptice na nebeské sféře o oblouk o délce téměř jednoho stupně a o určitém sklonu vzhledem k horizontu i rovníku. První nerovnoměrnost vyplývá z druhého Keplerova zákona, z nerovnoměrné úhlové rychlosti pravého slunce při pohybu po ekliptice závisející na roční době. Druhá nerovnoměrnost vyplývá z nenulového sklonu ekliptiky vůči rovníku – vykonaný pohyb se promítá na rovník pod různými úhly, který na roční době závisí také.
Protože čas užívaný pro civilní potřebu v technické společnosti musí plynout rovnoměrně, je pravý sluneční čas nevhodný a byl proto zaveden střední sluneční čas.

## Střední sluneční čas
První střední slunce je myšlený bod na nebeské sféře, který se po ekliptice pohybuje rovnoměrně východním směrem. A to tak, aby se s pravým sluncem setkal při perihéliu a aféliu, které oběh Země dělí napůl. 
Druhé střední slunce je myšlený bod na nebeské sféře, který se po rovníku pohybuje rovnoměrně východním směrem. A to tak, aby se s prvním středním sluncem setkal v průsečících ekliptiky a rovníku, tedy v jarním a podzimním bodě. 
Střední sluneční čas je čas měřený podle druhého středního slunce. Jednotkou středního času je střední sluneční den – doba mezi dvěma průchody druhého středního slunce jedním poledníkem.
Protože je druhé střední slunce bod myšlený (a tedy nepozorovatelný), užívá se k určování středního slunečního času hvězdný čas.

### Střední sluneční čas na Zemi
Jeden střední sluneční den na Zemi se dělí přesně na 24 (slunečních) hodin podle hodinového úhlu druhého středního slunce od poledníku. Rovná se 24 hodin, 3 minuty a 56,555 sekund středního hvězdného času. Důvodem toho, že střední sluneční čas plyne pomaleji než hvězdný čas, je opožďování zdánlivého pohybu Slunce po nebeské sféře o přibližně jeden stupeň za den díky oběhu Země kolem Slunce.
Každý poledník má svůj místní střední sluneční čas – je určen jako úhlová vzdálenost od druhého středního slunce. Tento úhel je převeden na čas (15° = 1 hodina, 15' = 1 minuta, 15″ = 1 sekunda). Protože bylo nutné stanovit čas platný pro celá území, bylo třeba určit, který poledník bude pro které dané území rozhodující. Světový čas (UTC) byl určen jako místní čas nultého poledníku (prochází observatoří v Greenwichi). V České republice je používán středoevropský čas (SEČ), který je místním slunečním časem patnáctého poledníku (15° východní délky), který prochází například Jindřichovým Hradcem.
Ani střední sluneční čas neplyne přesně rovnoměrně, protože rotační pohyb Země není pravidelný. Tyto vlivy jsou však velmi malé (například slapové tření a zmenšování zploštělosti Země zpomaluje její rotaci asi o 0,017 s za století). Pokud rozdíl mezi světovým časem (který je ve skutečnosti určován velmi přesně měřeným mezinárodním atomovým časem (TAI)) a středním slunečním časem dosáhne jedné sekundy, je tento rozdíl eliminován vložením přestupné sekundy.

### Sluneční čas v České republice
Rozdíl slunečního času mezi jednotlivými regiony České republiky je maximálně 27 minut (nejvíce mezi západem a východem státu). Zejména v ranních a večerních hodinách může být rozdíl v postavení slunce mezi vzdálenějšími částmi České republiky zřetelný; například v Ostravě vychází slunce dříve než v Chebu, což je dobře patrné například na snímcích z webkamer.
Časový posun je snadné vypočítat tak, že s každým stupněm zeměpisné délky se připočítávají 4 minuty. Například je rozdíl
- Cheb — Praha 8 minut,
- Praha — Ostrava 16 minut,
- Praha — Pardubice 7 minut,
- Cheb — Ostrava 24 minut,
- Aš — Hrčava 27 minut.

## Časová rovnice

Časová rovnice. Na vodorovné ose jsou uvedeny dny v roce. Na svislé ose je uvedeno o kolik minut se pohyb pravého slunce a jeho stínu na slunečních hodinách předbíhá oproti rovnoměrnému času (část křivky nad osou), respektive opožďuje (část křivky pod osou).

Časová rovnice udává rozdíl mezi pravým a středním slunečním časem. Tento rozdíl je způsoben eliptickou oběžnou drahou Země a sklonem ekliptiky směrem k rovníku a není v průběhu roku stejný – spojitě se mění. Oba časy jsou shodné čtyřikrát do roka (15./16. dubna, 14./15. června, 1./2. září a 25./26. prosince). Největší odchylky jsou 12. února (pravý sluneční čas je opožděn za středním o 14,4 minut) a 3. listopadu, kdy pravý čas předchází střední o 16,4 minut.

## Použitá literatura
- KLEZCEK, Josip. Velká encyklopedie vesmíru. 1. vyd. Praha: Academia, 2002. ISBN 80-200-0906-X. S. 78, 384, 456, 484, 485.

- HLAD, Oldřich; PAVLOUSEK, Jaroslav. Přehled astronomie. 2. vyd. Praha: Nakladatelství technické literatury, 1990. ISBN 80-03-00160-9. S. 207–221.